# Бойенс, Филиппа
Филиппа Бойенс (англ. Philippa Boyens) — новозеландская сценарист и кинопродюсер, которая написала сценарии для фильмов Питера Джексона «Кинг-Конг» и «Милые кости», а также его кинотрилогий «Властелин колец» и «Хоббит».

## Биография
В 1994 году окончила «Оклендский университет» со степенью бакалавра английского языка и истории. В 2006 году от этого университета Получила награду «Выдающегося выпускника».
До того как стать сценаристкой, Бойенс работала в театре в качестве драматурга, учителя, продюсера и монтажёра. Она также провела время в качестве режиссёра в «Новозеландской Гильдии Писателей».

### "Властелин колец"
Писателя Толкина Бойенс полюбила ещё ребёнком. Когда она пришла помочь команде сценаристов экранизации трилогии, она уже семь раз прочитала книгу.
Бойенс, Джексон и Уолш выиграли премию «Оскар» за «Лучший адаптированный сценарий» за третий фильм на 76-й церемонии вручения премии в 2004 году. Она также была сопродюсером во всех последующих фильмах режиссёра, начиная с «Кинг-Конга».

## Личная жизнь
У Бойенс трое детей: дочь Фиби Гиттинс и сын Калум Гиттинс (оба от актёра Пола Гиттинса) и сын Исаак Миллер. Калум сыграл сына Хамы Халет (оригинальный персонаж фильма) во второй картине трилогии.

## Фильмография

### Сценарист
| Год  | Название                            | Оригинальное название                             | Примечания   |
| ---- | ----------------------------------- | ------------------------------------------------- | ------------ |
| 2001 | Властелин колец: Братство Кольца    | The Lord of the Rings: The Fellowship of the Ring | сценарист    |
| 2002 | Властелин колец: Две крепости       | The Lord of the Rings: The Two Towers             | сценарист    |
| 2003 | Властелин колец: Возвращение короля | The Lord of the Rings: The Return of the King     | сценарист    |
| 2005 | Кинг-Конг                           | King Kong                                         | сценарист    |
| 2009 | Милые кости                         | The Lovely Bones                                  | сценарист    |
| 2012 | Хоббит: Нежданное путешествие       | The Hobbit: An Unexpected Journey                 | сценарист    |
| 2013 | Хоббит: Пустошь Смауга              | The Hobbit: The Desolation of Smaug               | сценарист    |
| 2014 | Хоббит: Битва пяти воинств          | The Hobbit: The Battle of the Five Armies         | сценарист    |
| 2024 | Властелин колец: Война рохиррим     | The Lord of the Rings: The War of the Rohirrim    | автор сюжета |

### Продюсер
| Год  | Название                        | Оригинальное название                          | Примечания |
| ---- | ------------------------------- | ---------------------------------------------- | ---------- |
| 2005 | Кинг-Конг                       | King Kong                                      | сопродюсер |
| 2009 | Район № 9                       | District 9                                     | сопродюсер |
| 2009 | Милые кости                     | Lovely Bones                                   | сопродюсер |
| 2012 | Хоббит: Нежданное путешествие   | The Hobbit: An Unexpected Journey              | сопродюсер |
| 2013 | Хоббит: Пустошь Смауга          | The Hobbit: The Desolation of Smaug            | сопродюсер |
| 2014 | Хоббит: Битва пяти воинств      | The Hobbit: The Battle of the Five Armies      | сопродюсер |
| 2018 | Хроники хищных городов          | Mortal Engines                                 |            |
| 2024 | Властелин колец: Война рохиррим | The Lord of the Rings: The War of the Rohirrim | продюсер   |

### Саундтрек
| Год  | Название                            | Оригинальное название                                    | Примечания                                      |
| ---- | ----------------------------------- | -------------------------------------------------------- | ----------------------------------------------- |
| 2003 | Властелин колец: Возвращение короля | The Lord of the Rings: The Return of the King Soundtrack | автор песен The Edge of Night, The Green Dragon |